# Звыжень
Звыжень (укр. Звижень) — село в Подкаменской поселковой общине Золочевского района Львовской области Украины.
Население по переписи 2001 года составляло 537 человек. Занимает площадь 1,528 км². Почтовый индекс — 80665. Телефонный код — 3266.